# EUR-Lex
Eur-Lex (стилізований EUR-Lex) — офіційний веб-сайт законодавства Європейського Союзу та інших публічних документів Європейського Союзу (ЄС), опублікований 24 офіційними мовами ЄС. Офіційний журнал (OJ) Європейського Союзу також публікується на EUR-Lex. Користувачі можуть отримати безкоштовний доступ до EUR-Lex, а також зареєструвати безкоштовний обліковий запис із додатковими функціями.

## Історія
Обробка даних юридичних текстів у Європейській комісії почалася ще в 1960-х роках, і на той час ще використовувалися перфокарти. Розроблялася система для фіксації зв’язків між документами та їх аналізу для вилучення та повторного використання метаданих, але також щоб полегшити пошук.
З роками система та її масштаби зростали, оскільки Комісія почала співпрацювати з іншими установами Європейського Союзу та коли Союз почав розширюватися. Вона отримала назву CELEX (лат. Communitatis Europae Lex) і незабаром стала добре використовуваним міжінституційним інструментом.
Хоча спочатку система призначалася лише для внутрішнього використання, вона пройшла через різні ступені доступності для громадськості, включаючи пропозицію вмісту за комерційними ліцензіями через приватні компанії. Нарешті, у 1997 році була запущена веб-версія під назвою EUR-Lex, розміщена Офісом публікацій Європейського Союзу.
Вебсайт EUR-Lex був відкритий для громадськості в 2001 році, тоді як CELEX існувала як окрема база даних до кінця 2004 року. Згодом були зроблені кроки, щоб об'єднати ці дві служби та зробити їх повністю безкоштовними.
Зі вступом нових країн до Європейського Союзу, розвитком веб-технологій та технологій обробки даних систему необхідно було вдосконалити. Нова версія була запущена в 2004 році. У 2014 році веб-сайт пережив ще одну модернізацію, включно з новою базою даних «CELLAR».
«CELLAR» зберігає в одному місці всі метадані та цифровий вміст, якими керує Офіс публікацій, гармонізованим та стандартизованим способом.
Вирівняний паралельний корпус, що складається з 3,9 мільйонів документів EUR-Lex 24 мовами, розміром від 37 мільйонів токенів для ірландської до 840 мільйонів токенів для англійської, був створений у 2016 році та став доступним у Sketch Engine. Неанотовані дані надаються дослідникам за ліцензією Creative Commons. На момент публікації автори вважали корпус EUR-Lex найбільшим паралельним корпусом, створеним з європейських мовних ресурсів, більш придатним для лінгвістично мотивованого пошуку, ніж офіційний веб-сайт EUR-Lex.

## Зміст
Користувачі EUR-Lex можуть отримати доступ до документів офіційними мовами ЄС. Мовне покриття залежить від дати вступу країни до ЄС. Мовою країни, що приєднується, доступні усі закони ЄС, чинні на дату приєднання нової держави-члена, та всі документи, прийняті після цієї дати. Документи, які були скасовані, або термін дії яких закінчився до дати приєднання, недоступні мовою країни, що приєднується.
Ірландська мова (GA) є офіційною мовою ЄС з 1 січня 2007 року. Проте з практичних міркувань установи Союзу були тимчасово звільнені від обов'язку складати або перекладати всі акти, включаючи рішення Суду, ірландською мовою. Звільнення переглядається кожні 5 років і зараз діє до кінця 2021 року.[джерело?] Воно поступово скорочується згідно з графіком, доданим до Регламенту Ради (ЄС, Євратом) 2015/2264.
Хоча кожен документ (і кожна мовна версія) є окремою частиною бази даних, вміст згруповано в сектори. Зараз існує 12 секторів, кожен з яких представлений цифрою або літерою:
| 1 — Договори             | 2 — Міжнародні договори | 3 — Правові акти                                              | 4 — Додаткове законодавство                                     |
| 5 — Підготовчі документи | 6 — Судова практика     | 7 — Національні заходи транспонування                         | 8 — Посилання на національну прецедентну практику щодо права ЄС |
| 9 — Депутатські питання  | 0 — Зведені тексти      | C — Інші документи, опубліковані в Офіційному журналі серії C | E — документи ЄАВТ                                              |

### Офіційний журнал Європейського Союзу
У 1998 році Офіційний журнал Європейського Союзу (OJ) почав публікуватися онлайн на EUR-Lex. З 1 липня 2013 року юридичну силу має цифрова версія Офіційного журналу замість паперової версії, яка тепер друкується лише на вимогу. e-OJ має вдосконалений електронний підпис, який гарантує його автентичність, цілісність і незмінність.
Усі видання OJ доступні на EUR-Lex, починаючи з 1952 року, коли вони були доступні французькою, італійською, голландською та німецькою мовами. Їх можна легко знайти за допомогою пошуку або перегляду.

### Законодавство ЄС
EUR-Lex містить усе законодавство ЄС (сектори 3 і 4), яке можна отримати, переглядаючи або використовуючи параметри пошуку. Основними типами актів у цьому заголовку є договори ЄС (сектор 1), директиви, регламенти, рішення, а також консолідоване законодавство (сектор 0) тощо. Консолідація — це об'єднання основного правового акта та всіх його послідовних змін і виправлень в один зручний для читання документ. Консолідовані тексти призначені для довідки та не мають юридичної сили.
Акти, які потребують транспозиції, публікуються з переліком посилань на інформацію про національні імплементаційні заходи (сектор 7).

### Підготовчі документи та законотворчі процедури
База даних також містить документи, що передують правовим актам, такі як законодавчі пропозиції, звіти, зелені та білі книги тощо (сектор 5). Деякі пропозиції ніколи не проходять етап підготовки, але все ще доступні для консультацій.
Кожна законодавча процедура представлена в EUR-Lex разом із хронологією та переліком подій і відповідних документів. Доступ до процедур можна отримати через пошук або з одного з процедурних документів.

### Прецедентне право ЄС
Документи, створені Судом Європейського Союзу, утворюють сектор 6 і включають, серед іншого, рішення, накази, ухвали та висновки Генеральних адвокатів.

### Інші документи
EUR-Lex також зберігає міжнародні угоди (сектор 2), парламентські запити (сектор 9), акти ЄАВТ, які також включають акти Суду Європейської асоціації вільної торгівлі та Органу нагляду Європейської асоціації вільної торгівлі (сектор E); рішення, винесені судами держав-учасниць і Судом ЄС згідно з Брюссельським режимом; посилання на національне прецедентне право стосовно права ЄС (сектор 8) та інші публічні документи.

## Номер CELEX та інші ідентифікатори

### Номер CELEX
Хоча документи ЄС нумеруються різними способами, кожному з них присвоюється унікальний ідентифікатор, незалежний від мови, номер CELEX.
Цей ідентифікатор складається з номера сектора, потім 4 цифр для року, потім однієї або двох літер для типу документа і, нарешті, 2-4 цифр для номера документа. Наприклад, номер CELEX Директиви щодо відходів електричного та електронного обладнання — 32012L0019 (3 — сектор, законодавство; 2012 — рік публікації в офіційному виданні; L — директиви ЄС, а 0019 — номер, під яким директиви було опубліковано в OJ).

### ECLI
Європейський ідентифікатор судової практики (англ. European Case Law Identifier, ECLI) був запроваджений Радою, яка дійшла висновку, що для «ідентифікації судових рішень слід використовувати стандартний ідентифікатор, який є розпізнаваним, читабельним і зрозумілим як для людей, так і для комп'ютерів». Отримати документи за допомогою ECLI також можна на EUR-Lex.

### ELI
EUR-Lex також пропонує можливість отримувати документи за їхнім ідентифікатором європейського законодавства (англ. European Legislation Identifier, ELI), введеним у Висновках Ради від 10 жовтня 2012 року (2012/C 325/02).

## Функціональні можливості

### Пошук
Документи можна отримати за допомогою пошукової системи (IDOL від HP Autonomy), використовуючи різні пошукові форми. Можливий пошук за посиланнями на документи, датами, текстом і багатьма метаданими. Зареєстровані користувачі мають можливість використовувати експертний пошук і здійснювати пошук за допомогою логічних операторів.

### Відображення тексту та формати
Тексти та їх метадані можна отримати, відобразити та завантажити в різних форматах (html, pdf, xml). Для одночасної роботи з кількома мовними версіями користувачі можуть використовувати багатомовний дисплей, що особливо корисно для перекладу та лінгвістики.

### Збережені документи та пошуки
Зареєстровані користувачі можуть зберігати документи та пошукові запити у своєму обліковому записі EUR-Lex, створювати профілі пошуку та друку, а також налаштовувати власні RSS-канали на основі збережених пошукових запитів.

### Уподобання
Зареєстровані користувачі мають доступ до налаштувань, за допомогою яких вони можуть налаштувати свій досвід роботи на веб-сайті.
| Функціональність                                          | Незареєстровані користувачі       | Зареєстровані користувачі                        |
| Простий і розширений пошук                                | ТАК                               | ТАК                                              |
| Експертний пошук (логічні оператори, додаткові параметри) | НІ                                | ТАК                                              |
| Збережені документи та пошуки                             | НІ                                | ТАК (зберігається в обліковому записі)           |
| Параметри веб-сайту, пошуку, експорту та друку            | НІ                                | ТАК                                              |
| RSS-канали                                                | ТАК (тільки попередньо визначені) | ТАК (на замовлення на основі збережених пошуків) |

## Доступ до національного законодавства країн-членів ЄС (N-Lex)
N-Lex є загальною точкою доступу до національного законодавства кожної країни Європейського Союзу . Це інтерфейс між користувачами та базами даних національного законодавства.